# Lucas Martínez Quarta
Lucas Martínez Quarta (Mar del Plata, 10 de mayo de 1996) es un futbolista argentino con nacionalidad italiana que juega como defensor en River Plate de la Primera División de Argentina.

## Trayectoria

### River Plate
Se inició futbolísticamente en General Urquiza, también jugó en el Club Social y Deportivo Argentinos del Sud de Mar del Plata, donde luego pasaría a otro club de la misma ciudad: Kimberley. A los 16 años llegó a las inferiores de River Plate y fue protagonista de uno de los ciclos más importantes en la historia del club.
En 2015 subió al primer equipo de River Plate; estuvo en el banco de suplente por primera vez el 10 de mayo de 2015 (que fue el día de su cumpleaños número 19) frente a Racing Club, por el Primera División 2015, aunque no consiguió entrar.
Su debut no oficial se produjo el 12 de noviembre de 2016 frente a Olimpia de Paraguay en el marco de la Copa Conmemoración, partido amistoso disputado en el Estadio Ciudad de La Plata, marcando el parcial 3-1 de cabeza; el resultado final fue 5-1 a favor de su equipo. Su debut oficial se produjo el 20 de noviembre de 2016 frente a Newell's Old Boys en el Estadio Marcelo Bielsa por la fecha 10 del Campeonato Argentino 2016-2017, partido que terminó en victoria para el elenco rosarino por 1-0.
Sus buenas actuaciones en apenas cuatro partidos con el conjunto Millonario lo llevaron a reemplazar a Arturo Mina, titular del equipo, para disputar la final de la Copa Argentina 2016, teniendo otra buena actuación y obteniendo su primer título como titular de River. Luego se establecería en el once definitivamente, ya en el Campeonato de Primera División 2016-17, en un partido frente a Olimpo en una victoria millonaria por 2-1.
El 4 de febrero disputaría la Supercopa Argentina 2016 frente a Lanús, donde jugaría los noventa minutos. Sin embargo, el millonario quedaría subcampeón tras ser goleado por el granate por 3-0.
Su primer gol oficial lo marcó el 15 de marzo de 2017, en un partido de Copa Conmebol Libertadores 2017 frente a Independiente Medellín en la fecha uno de la fase de grupos.
El 5 de octubre de 2017 se confirma la sanción de 7 meses por la Conmebol por haber dado positivo en el control antidopaje por diurético en el partido ante Emelec por la Copa Libertadores.
El 14 de enero de 2018 Lucas Martínez Quarta volvió a disputar un partido tras casi 8 meses de inactividad, producto del polémico dopaje. El encuentro fue un amistoso de pretemporada ante Independiente Santa Fe donde perdió por 2-1, en Miami.
Su vuelta oficial sería frente a Huracán  por la reanudación de la Superliga Argentina, en donde River caería 1-0. Integró el plantel campeón de la Copa Libertadores 2018 venciendo en una histórica final a Boca.
El 2 de marzo de 2019 le convirtió un gol de cabeza a Newell's Old Boys a los 3 minutos del primer tiempo, el gol más rápido de River en la Superliga Argentina 2018-19.

### Fiorentina
El 5 de octubre de 2020 se oficializó su llegada a la A. C. F. Fiorentina por 6 millones de euros que podrían llegar a ser 12 si se cumplían determinados objetivos.

### Regreso a River Plate
El 1 de enero de 2025, varios medios periodísticos anunciaron que Martínez Quarta se había despedido de sus compañeros de la Fiorentina para volver a jugar en River Plate. El 7 de enero, fue presentado oficialmente como nuevo jugador de River Plate hasta diciembre de 2028.

## Selección nacional

#### Absoluta
Debutó de manera internacional el 5 de mayo de 2019 frente a Chile, en lo que sería empate 0-0 por un duelo amistoso. Fue pieza fundamental en el primer tramo de las eliminatorias rumbo a Catar 2022, siendo convocado a la Copa América 2021. 
Tras su ausencia en el Mundial, en noviembre de 2023 volvió a ser convocado para la doble fecha eliminatoria, jugando unos minutos contra Perú. 
Fue incluido en la lista de 26 para disputar la Copa América 2024, la segunda en su carrera.

#### Participaciones en Copas América
| Torneo            | Sede           | Resultado | Partidos | Goles |
| ----------------- | -------------- | --------- | -------- | ----- |
| Copa América 2021 | Brasil         | Campeón   | 1        | 0     |
| Copa América 2024 | Estados Unidos | Campeón   | 1        | 0     |

## Estadísticas

### Clubes
Actualizado al último partido disputado el 19 de diciembre de 2024.
| Club                         | Div.          | Temporada     | Liga  | Liga  | Copas nacionales | Copas nacionales | Copas internacionales | Copas internacionales | Total | Total |
| Club                         | Div.          | Temporada     | Part. | Goles | Part.            | Goles            | Part.                 | Goles                 | Part. | Goles |
| ---------------------------- | ------------- | ------------- | ----- | ----- | ---------------- | ---------------- | --------------------- | --------------------- | ----- | ----- |
| C. A. River Plate Argentina  | 1.ª           | 2016          | 0     | 0     | 2                | 0                | 0                     | 0                     | 2     | 0     |
| C. A. River Plate Argentina  | 1.ª           | 2016-17       | 19    | 1     | 1                | 0                | 4                     | 2                     | 24    | 3     |
| C. A. River Plate Argentina  | 1.ª           | 2017-18       | 8     | 0     | 2                | 1                | 4                     | 0                     | 14    | 1     |
| C. A. River Plate Argentina  | 1.ª           | 2018-19       | 17    | 1     | 5                | 0                | 15                    | 1                     | 37    | 2     |
| C. A. River Plate Argentina  | 1.ª           | 2019-20       | 19    | 0     | 0                | 0                | 4                     | 0                     | 23    | 0     |
| C. A. River Plate Argentina  | 1.ª           | 2025          | 16    | 1     | 1                | 0                | 8                     | 0                     | 25    | 1     |
| C. A. River Plate Argentina  | Total club    | Total club    | 79    | 3     | 11               | 1                | 35                    | 3                     | 129   | 7     |
| A. C. F. Fiorentina · Italia | 1.ª           | 2020-21       | 21    | 1     | 2                | 0                | —                     | —                     | 23    | 1     |
| A. C. F. Fiorentina · Italia | 1.ª           | 2021-22       | 20    | 1     | 2                | 0                | —                     | —                     | 22    | 1     |
| A. C. F. Fiorentina · Italia | 1.ª           | 2022-23       | 27    | 1     | 3                | 0                | 10                    | 0                     | 40    | 1     |
| A. C. F. Fiorentina · Italia | 1.ª           | 2023-24       | 29    | 5     | 3                | 1                | 10                    | 2                     | 42    | 8     |
| A. C. F. Fiorentina · Italia | 1.ª           | 2024-25       | 8     | 1     | 0                | 0                | 7                     | 3                     | 15    | 4     |
| A. C. F. Fiorentina · Italia | Total club    | Total club    | 105   | 9     | 10               | 1                | 27                    | 5                     | 142   | 15    |
| Total carrera                | Total carrera | Total carrera | 184   | 12    | 21               | 2                | 62                    | 8                     | 271   | 22    |

## Palmarés

### Campeonatos nacionales
| Título              | Equipo            | País      | Año  |
| ------------------- | ----------------- | --------- | ---- |
| Copa Argentina      | C. A. River Plate | Argentina | 2016 |
| Supercopa Argentina | C. A. River Plate | Argentina | 2017 |
| Copa Argentina      | C. A. River Plate | Argentina | 2019 |

### Campeonatos internacionales
| Título              | Equipo              | Sede           | Año  |
| ------------------- | ------------------- | -------------- | ---- |
| Copa Libertadores   | C. A. River Plate   | Madrid         | 2018 |
| Recopa Sudamericana | C. A. River Plate   | Buenos Aires   | 2019 |
| Copa América        | Selección Argentina | Brasil         | 2021 |
| Copa América        | Selección Argentina | Estados Unidos | 2024 |

### Distinciones individuales
| Distinción                                     | Año  |
| ---------------------------------------------- | ---- |
| Equipo Ideal de la Copa Libertadores           | 2019 |
| Mejor jugador del mes de febrero en Fiorentina | 2021 |